# Cantó de Saint-Claude (Guadalupe)
El cantó de Saint-Claude és una divisió administrativa francesa situat al departament de Guadalupe a la regió de Guadalupe.

## Composició
El cantó comprèn la comuna de Saint-Claude.

## Administració
| Període                                  | Identitat    | Partit | Qualitat |
| ---------------------------------------- | ------------ | ------ | -------- |
| 2004-                                    | Élie Califer | FGPS   |          |
| Les dades anteriors no són pas conegudes |              |        |          |